# NGC 4865
NGC 4865 ist eine 13,6 mag helle elliptische Galaxie vom Hubble-Typ „E3“ im Sternbild Haar der Berenike  am Nordsternhimmel. Sie ist schätzungsweise 211 Millionen Lichtjahre von der Milchstraße entfernt, hat einen Durchmesser von etwa 55.000 Lj und ist Mitglied des Coma-Galaxienhaufens.
Im selben Himmelsareal befinden sich u. a. die Galaxien NGC 4858, NGC 4860, IC 3955, IC 3968.
Das Objekt wurde am 22. April 1865 von Heinrich Louis d’Arrest entdeckt.